# Honduras az 1984. évi nyári olimpiai játékokon
Honduras az egyesült államokbeli Los Angelesben megrendezett 1984. évi nyári olimpiai játékok egyik részt vevő nemzete volt. Az országot az olimpián 3 sportágban 12 sportoló képviselte, akik érmet nem szereztek.

## Atlétika
Férfi
| Versenyző        | Versenyszám     | Eredmény | Helyezés |
| ---------------- | --------------- | -------- | -------- |
| Carlos Ávila     | Maraton         | 2:42:03  | 71.      |
| Santiago Fonseca | 20 km gyaloglás | 1:34:47  | 31.      |

Női
| Versenyző | Versenyszám | Eredmény      | Helyezés      |
| --------- | ----------- | ------------- | ------------- |
| Leda Díaz | Maraton     | nem ért célba | nem ért célba |

## Cselgáncs
| Versenyző     | Versenyszám | Csoport | Selejtező                            | 32-es főtábla                           | Nyolcaddöntő      | Negyeddöntő       | Elődöntő          | Vigaszág nyolcaddöntő | Vigaszág negyeddöntő | Vigaszág elődöntő | Bronz- mérkőzés   | Döntő             | Helyezés |
| Versenyző     | Versenyszám | Csoport | Ellenfél Eredmény                    | Ellenfél Eredmény                       | Ellenfél Eredmény | Ellenfél Eredmény | Ellenfél Eredmény | Ellenfél Eredmény     | Ellenfél Eredmény    | Ellenfél Eredmény | Ellenfél Eredmény | Ellenfél Eredmény | Helyezés |
| ------------- | ----------- | ------- | ------------------------------------ | --------------------------------------- | ----------------- | ----------------- | ----------------- | --------------------- | -------------------- | ----------------- | ----------------- | ----------------- | -------- |
| Carlos Solo   | Harmatsúly  | B       | erőnyerő                             | Alpaslan Ayan (TUR) · V                 | kiesett           | kiesett           | kiesett           |                       |                      |                   |                   |                   | 20.      |
| Luis Chirinos | Könnyűsúly  | A       |                                      | Glenn Beauchamp (CAN) · mérkőzés nélkül | kiesett           | kiesett           | kiesett           |                       |                      |                   |                   |                   | 19.      |
| Adrian Sierra | Váltósúly   | A       | Filip Leščak (YUG) · mérkőzés nélkül | kiesett                                 | kiesett           | kiesett           | kiesett           |                       |                      |                   |                   |                   | 34.      |

## Úszás
Férfi
| Versenyző                                                 | Versenyszám            | Előfutam | Előfutam | Előfutam | Döntő   | Döntő   | Döntő   | Helyezés |
| Versenyző                                                 | Versenyszám            | Idő      | Hely.    | Össz.    | Típus   | Idő     | Hely.   | Helyezés |
| --------------------------------------------------------- | ---------------------- | -------- | -------- | -------- | ------- | ------- | ------- | -------- |
| Rodolfo Torres                                            | 100 m gyors            | 1:00,92  | 8.       | 64.      | kiesett | kiesett | kiesett | kiesett  |
| Juan José Piro                                            | 200 m gyors            | 2:12,51  | 8.       | 52.      | kiesett | kiesett | kiesett | kiesett  |
| Juan José Piro                                            | 200 m hát              | 2:32,48  | 7.       | 34.      | kiesett | kiesett | kiesett | kiesett  |
| Juan José Piro                                            | 200 m pillangó         | 2:22,80  | 8.       | 34.      | kiesett | kiesett | kiesett | kiesett  |
| Juan José Piro                                            | 400 m vegyes           | 5:15,68  | 8.       | 23.      | kiesett | kiesett | kiesett | kiesett  |
| David Palma                                               | 100 m hát              | 1:13,28  | 4.       | 43.      | kiesett | kiesett | kiesett | kiesett  |
| David Palma                                               | 200 m mell             | 2:37,65  | 6.       | 42.      | kiesett | kiesett | kiesett | kiesett  |
| Salvador Corelo                                           | 100 m mell             | kizárták | kizárták | kizárták | kiesett | kiesett | kiesett | kiesett  |
| Salvador Corelo                                           | 100 m pillangó         | 1:05,91  | 8.       | 50.      | kiesett | kiesett | kiesett | kiesett  |
| Salvador Corelo                                           | 200 m vegyes           | 2:22,29  | 5.       | 36.      | kiesett | kiesett | kiesett | kiesett  |
| Salvador Corelo Juan José Piro David Palma Rodolfo Torres | 4 × 100 m gyorsváltó   | 3:55,87  | 7.       | 22.      | kiesett | kiesett | kiesett | kiesett  |
| Salvador Corelo Juan José Piro David Palma Rodolfo Torres | 4 × 100 m vegyes váltó | 4:22,72  | 7.       | 20.      | kiesett | kiesett | kiesett | kiesett  |

Női
| Versenyző         | Versenyszám | Előfutam | Előfutam | Előfutam | Döntő   | Döntő   | Döntő   | Helyezés |
| Versenyző         | Versenyszám | Idő      | Hely.    | Össz.    | Típus   | Idő     | Hely.   | Helyezés |
| ----------------- | ----------- | -------- | -------- | -------- | ------- | ------- | ------- | -------- |
| María Lardizábal  | 100 m gyors | 1:07,80  | 8.       | 20.      | kiesett | kiesett | kiesett | kiesett  |
| María Lardizábal  | 200 m gyors | 2:28,25  | 8.       | 36.      | kiesett | kiesett | kiesett | kiesett  |
| Isabel Lardizábal | 100 m mell  | 1:25,12  | 7.       | 29.      | kiesett | kiesett | kiesett | kiesett  |
| Isabel Lardizábal | 200 m mell  | 3:04,26  | 8.       | 23.      | kiesett | kiesett | kiesett | kiesett  |